# Grewia lasiodiscus
Grewia lasiodiscus là một loài thực vật có hoa trong họ Cẩm quỳ. Loài này được K.Schum. mô tả khoa học đầu tiên năm 1901.